# Myrmeleon sagittarius
Myrmeleon sagittarius är en insektsart som beskrevs av Tim R. New 1985. Myrmeleon sagittarius ingår i släktet Myrmeleon och familjen myrlejonsländor. Inga underarter finns listade i Catalogue of Life.